# Gunung Pucok Aluegasih
Gunung Pucok Aluegasih är ett berg i Indonesien.   Det ligger i provinsen Aceh, i den västra delen av landet, 1 700 km nordväst om huvudstaden Jakarta. Toppen på Gunung Pucok Aluegasih är 387 meter över havet.
Terrängen runt Gunung Pucok Aluegasih är huvudsakligen kuperad, men söderut är den platt. Terrängen runt Gunung Pucok Aluegasih sluttar söderut.Runt Gunung Pucok Aluegasih är det glesbefolkat, med 19 invånare per kvadratkilometer. I omgivningarna runt Gunung Pucok Aluegasih växer i huvudsak städsegrön lövskog.